# Аудифон

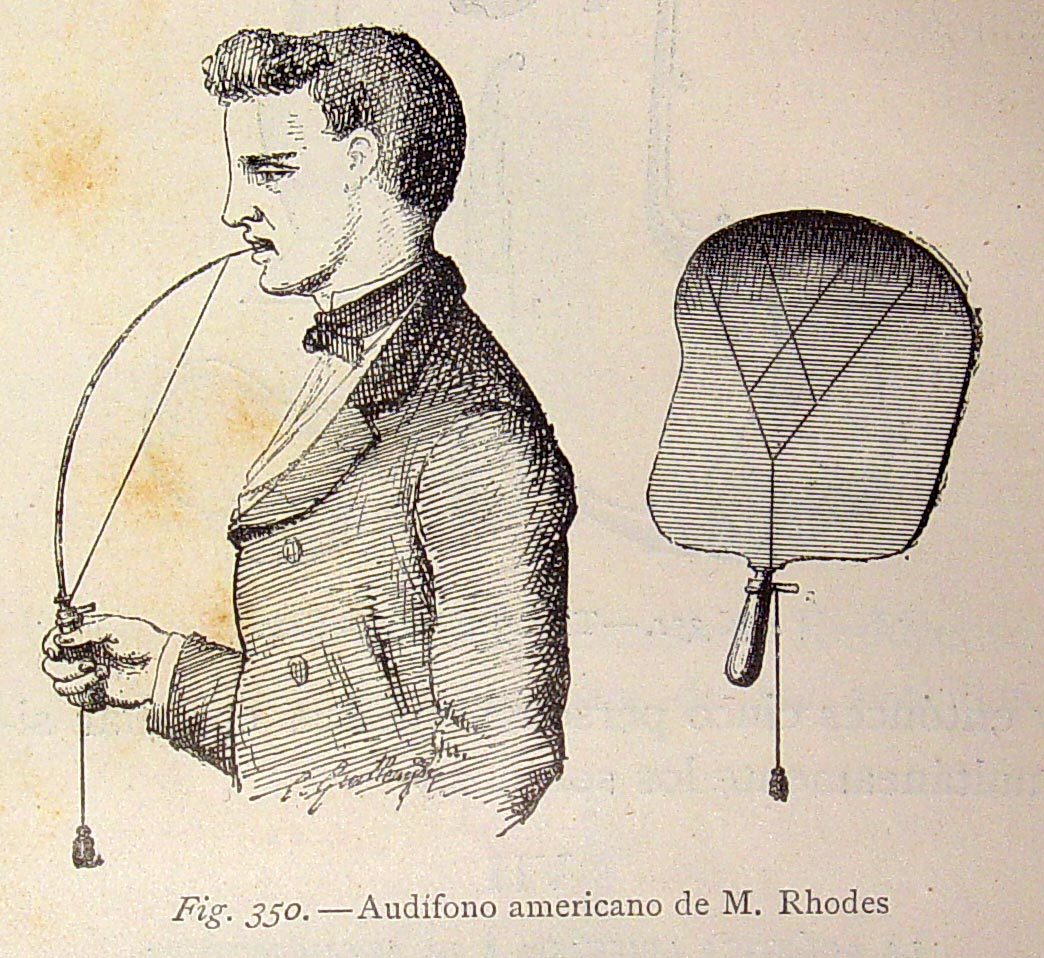
Аудифон

Аудифон — устаревший звукоусиливающий прибор, предназначенный для людей с нарушениями слуха, далёкий предшественник современных слуховых аппаратов.

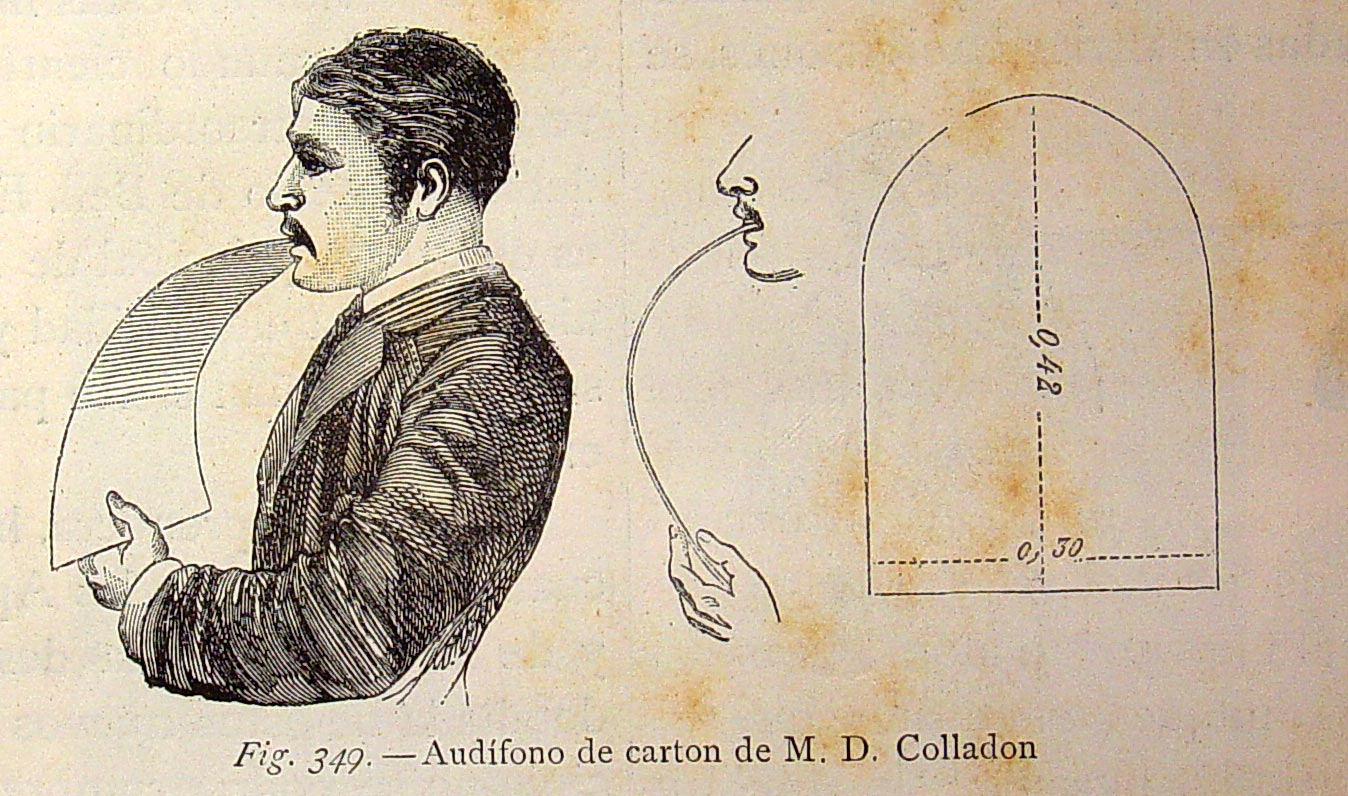
1882 год

Одна из разновидностей аудиофона — дентифон был изобретён в 1879 году в городе Чикаго доктором Е. Роудсом. Он представлял собой согнутую каучуковую пластину 25x28 см которую прикладывали к верхним резцам. Пластина улавливала колебания воздуха, которые передавались от неё к зубам, благодаря чему, при сохранившейся костной проводимости, человек мог лучше слышать собеседника.
Аудиофон изобретённый Грайдоном имел также микрофон, от колеблющейся пластинки которого к деревянной пластинке была протянута нить, благодаря чему звуковые колебания передавались к пластине с меньшими потерями. Если у больного была сохранена костная звукопроводимость, то он мог слышать собеседника.